# Cantón de Vesoul-Este
El cantón de Vesoul-Este era una división administrativa francesa, que estaba situada en el departamento de Alto Saona y la región de Franco Condado.

## Composición
El cantón estaba formado por doce comunas, más una fracción de la comuna que le daba su nombre:
- Colombier
- Comberjon
- Coulevon
- Frotey-lès-Vesoul
- La Villeneuve-Bellenoye-et-la-Maize
- Montcey
- Navenne
- Quincey
- Varogne
- Vellefrie
- Vesoul (fracción)
- Villeparois
- Vilory

## Supresión del cantón de Vesoul-Este
En aplicación del Decreto nº 2014-164 de 17 de febrero de 2014, el cantón de Vesoul-Este fue suprimido el 22 de marzo de 2015 y sus 13 comunas pasaron a formar parte del nuevo cantón de Vesoul-2.